# STS-4
STS-4는 1982년 6월 27일 발사된 컬럼비아 우주왕복선의 4번째 미션이자 우주왕복선의 4번째 미션이다. 1982년 6월 27일에 발사되었으며 일주일 후 미국의 독립기념일인 1982년 7월 4일에 착륙하였다. 이것은 우주비행 시험의 마지막 시험비행이다.

### 승무원
STS-4 당시 승무원은 토마스 K. 매팅글리(Thomas K. Mattingly)와 헨리 W. 핫츠필드{Henry W. Hartsfield} 2명이었다.